# Robert Reinert
Robert Reinert (Vienna, 22 aprile 1872 – Berlino, 30 agosto 1928) è stato un regista e sceneggiatore austriaco.

## Vita
Reinert, una volta trasferitosi a Monaco di Baviera attorno all’anno 1900, è stato l’autore di diverse sceneggiature cinematografiche, fra le quali quelle di Der Weg zur Sonne (1906) e Krieg (1907).
Il film  Homunculus (1916), su sua sceneggiatura, ottenne un grande successo, ed i suoi successivi film  Nerven (1919) e  Opium (1920), da lui anche diretti come regista, suscitarono notevole interesse. Il film Nerven, alla sua prima a Monaco di Baviera nel 1919, ebbe un pernicioso impatto sul pubblico. Diversi spettatori, ancora sotto l’influsso della terribile esperienza della prima guerra mondiale e dei contemporanei problemi economici e sociali, ebbero tracolli nervosi durante la proiezione e dovettero essere ricoverati all’ospedale. Il protrarsi di simili inconvenienti anche dopo la prima portò al ritiro del film e alla sua proibizione.
Reinert, ora riconosciuto come uno dei principali esponenti dell’espressionismo filmico tedesco, in seguito, lavorò per la società di produzione cinematografica tedesca Universum-Film (UFA), fino alla morte. I suoi lavori non riuscirono ad ottenere successo commerciale.
Reinert ha sposato negli anni ’20 l’attrice Thea Steinbrecher. Con lei ha girato il film Sterbende Völker nel 1921-22.

## Filmografia (parziale)

### Regista
- Der Geisterseher (1915)
- Der geheimnisvolle Wanderer (1915)
- Der Trödler von Prag (1916)
- Das Wunder der Madonna (1916)
- Die Wunderlampe des Hradschin (1916)
- Homunculus (1916)
- Der Weg des Todes (1917)
- Ahasver (1917)
- Das Spitzentuch der Fürstin Wolkowska (1917)
- Wenn Tote sprechen (1917)
- Opium (1919)
- Nerven (1919)
- Die Todesschleife (1928)